# Hebecephalus veretillum
Hebecephalus veretillum är en insektsart som beskrevs av Hamilton 1998. Hebecephalus veretillum ingår i släktet Hebecephalus och familjen dvärgstritar. Inga underarter finns listade i Catalogue of Life.